# Rádio Onda Viva
Rádio Onda Viva é uma estação de rádio portuguesa sediada em Póvoa de Varzim, município do Distrito do Porto. Emite no dial FM, na frequência 96,1 MHz.

## História
Tornando-se titular de licença para radiodifusão na frequência 96,1 FM a 9 de maio de 1989, a estação iniciou as suas atividades a 1 de dezembro de 1989, sendo a primeira emissora de rádio do município de Póvoa do Varzim.
A 23 de janeiro de 2006, a Rádio Onda Viva estreou o Janela da China, programa produzido em um formato bilíngue, em mandarim e português, com conteúdo direcionado à comunidade chinesa da cidade. A iniciativa pioneira da rádio teve repercussão nacional e o projeto chegou a ser apresentado para emissoras de rádio em Lisboa.
Na madrugada de 5 de março de 2018, as instalações da estação foram vandalizadas, com as portas sendo pintadas com frases ofensivas ao time de futebol local Rio Ave. O ato teria sido realizado por torcedores do rival Varzim, insatisfeitos com a decisão da Rádio Onda Viva de retomar as emissões de partidas do Rio Ave, que voltou a ter jogos transmitidos em 23 de fevereiro daquele ano.